# Кельбе
Кельбе (нім. Cölbe) — громада в Німеччині, знаходиться в землі Гессен. Підпорядковується адміністративному округу Гіссен. Входить до складу району Марбург-Біденкопф.
Площа — 26,66 км2. Населення становить 6563 ос. (станом на 31 грудня 2020).